# ぱくぱくお子様ランチ
『ぱくぱくお子様ランチ』（ぱくぱくおこさまランチ）は、TBS（東京放送）ほかで放送された子供バラエティ番組である。

## 番組概要
同時期に放送されていた『わくわく動物ランド』の姉妹番組のような形式で、一部の出演者やスタッフも同じだった。司会者である榊原郁恵、山口良一が解答者席に座る子供たちに、さまざまな食を題材にクイズ形式でお子様ランチを食べる番組だった。収録はTBS、Cスタジオで行われていた。
TBSでは1985年10月6日から12月29日まで、毎週日曜 17:00 - 17:30に放送。全13回。当時のTBS系列（JNN加盟局）ではこの時間帯はローカルセールス枠だったため、クロスネット局のテレビ山口はともかくとして、北陸放送のようにフルネット局であっても放送しなかった地方局も存在する。

## 主な出演者
司会者
- 榊原郁恵
- 山口良一

コメンテーター
- 小林亜星

## スタッフ
- 構成：福岡秀広
- 音楽：たかしまあきひこ
- イラスト：熊田勇
- 技術：太田博
- カラー調整：安藤紘平、他
- カメラ：小山内義紀、志村泰史、別府忠久、他
- 音声：堀口隆司、松崎敬一、小林敏明
- 照明：田中豊治、吉川行保、上村和重、岡本富雄、原昇
- 美術制作：西川光三
- デザイン：浦上憲司
- 大道具：金井大道具
- 小道具：テレフィット
- 音響効果：鳥水哲也、他
- 電飾：T・S・C
- スタイリスト：松田みはる
- 化粧：アートメイクトキ
- デスク：森玲子
- T・K：鈴木茂子
- A・D：荒井昌也、鈴木康正、他
- ディレクター：難波一弘、岩原貞雄、他
- プロデューサー：加藤嘉一